# اویلنبیس
اویلنبیس (به آلمانی: Eulenbis) یک شهر در آلمان است که در Landkreis Kaiserslautern واقع شده‌است. اویلنبیس ۵۲۴ نفر جمعیت دارد.